# Blakroc
Blakroc (stilizzato in BlakRoc) è un album discografico collaborativo del gruppo musicale statunitense The Black Keys, realizzato in collaborazione con il produttore Damon Dash. Il disco è uscito nel novembre 2009.

## Il disco
Damon Dash è il cofondatore della Roc-A-Fella Records, etichetta che ha supervisionato il progetto. L'album, registrato a Brooklyn nei primi mesi del 2009, contiene diverse importanti collaborazioni provenienti dall'ambiente hip hop e R&B. Il brano Ain't Nothing Like You (Hoochie Coo) è stato diffuso come singolo nel settembre 2009.

## Tracce
1. Coochie (feat. Ludacris & Ol' Dirty Bastard) – 4:08
2. On the Vista (feat. Mos Def) – 2:39
3. Hard Times (feat. NOE) – 2:38
4. Dollaz & Sense (feat. RZA & Pharoahe Monch) – 3:47
5. Why Can’t I Forget Him (feat. Nicole Wray) – 4:16
6. Stay Off the Fuckin’ Flowers (feat. Raekwon) – 2:31
7. Ain't Nothing Like You (Hoochie Coo) (feat. Mos Def & Jim Jones) – 3:23
8. Hope You’re Happy (feat. Billy Danze of M.O.P., Q-Tip, & Nicole Wray) – 2:11
9. Tellin’ Me Things (feat. RZA) – 2:39
10. What You Do to Me (feat. Billy Danze of M.O.P., Jim Jones, & Nicole Wray) – 5:14
11. Done Did It (feat. Nicole Wray & NOE) – 3:29